# Ли Джиа
Ким Санын (Хангыль: 김상은; Ханча: 李智雅), известная под псевдонимом Ли Джиа — южнокорейская актриса. Известность ей принесла роль в телевизионной драме «Легенда», после чего она приняла участие в фильмах «Вирус Бетховена», «Афина: Богиня войны», «Я тоже, цветок!», «Трижды замужняя», «Мой аджосси» и «Пентхаус».

## Биография
Настоящее имя Ли Джиа - Ким Санын. Она родилась 6 августа 1978 года в Южной Корее. Её дед - педагог Ким Сунхын (его про-японская деятельность в 1940-х годах вызывает споры), был одним из патронатов Сеульской средней школы искусств и председателем средней школы Кёнги. Её отец был бизнесменом. Она училась в шестом классе, когда её семья переехала в США и проживала там в течение 10 лет.
Она училась на специализации "Графический дизайн" в колледже дизайна Центра искусств Пасадены.
Во время краткого визита в Корею в 2004 году она дебютировала в индустрии развлечений, снявшись в телевизионной рекламе LG Telecom вместе с актёром Пэ Ёнджуном. Она покинула США и вернулась в Корею в начале 2005 года, юридически сменив свое имя с Ким Санын на Ким Джиа и взяла сценический псевдоним Ли Джиа.

## Карьера

### 2007 - 2013
В 2007 году Ли Чжи А дебютировала в фантастическом телесериале "Легенда" с Пэ Ёнджуном. Данный крупнобюджетный сериал мгновенно принес Ли звездную славу. На церемонии MBC Drama Awards Ли получила награды в номинациях "Лучшая актриса-новичок", "Популярная актриса" и "Лучшая пара (с Пэ Ёнджуном). Год спустя она снова получила награду в категории "Лучшая актриса-новичок на телевидении" на церемонии Baeksang Arts Awards.
В 2008 году она снялась в фильме "Вирус Бетховена", где Ли сыграла скрипачку, у которой диагностировали болезнь, приводящую к полной потере слуха.
Затем она получила роль в сериале "Стиль", основанном на одноимённом романе 2008 года. Вдохновленная романом "Дьявол носит Prada", Ли сыграла трудолюбивую помощницу перфекционистки-редактора журнала мод Ким Хё Су. После этого она снялась в корейско-японском романтическом фильме "Связь лица, разума и любви" вместе с Кан Чжи Хваном, который стал её кинодебютом.
В конце 2009 года она стала участницей семисерийного сериала "Телекино", в котором приняли участие корейские звезды и режиссёры, а также японские сценаристы. Каждый "телекино" выходил в кинотеатрах и транслировался по телевидению на канале SBS.
В 2010 году Ли снялась вместе с Чон У Соном, Ча Сын Воном и Су Э в шпионском сериале "Афина: богиня войны", спин-оффе к фильму 2009 года "Айрис".
В 2011 году она снялась в телевизионной драме "Я тоже, цветок!", сыграв нетерпеливого офицера полиции, которая влюбляется в молодого миллионера, маскирующегося под парковщика.
Когда 31 декабря 2011 года истек пятилетний контракт Ли с агентством KeyEast, она подписала контракт с Will Entertainment в марте 2012 года. В 2013 году она получила главную роль в сериале "Трижды замужняя".

### 2014 - н.в.
В апреле 2014 года Ли подписала контракт с новым управляющим агентством HB Entertainment. Затем она подписала контракт на три картины с голливудской инди-компанией Maybach Film Productions в качестве сценариста. В 2015 году Ли снялась в двухсерийной фэнтези-драме "Снежный цветок лотоса". В 2016 году актриса вернулась на большой экран, снявшись в боевике "Мусудан".  В мае 2016 года Ли покинула HB Entertainment и подписала контракт с новым агентством BH Entertainment. В 2018 году, после трехлетнего перерыва, Ли вернулась на телевидение в мелодраме "Мой аждосси". В том же году она получила роль в мистической драме ужасов "Призрачный детектив". С 2020 по 2021 год Ли Джиа снялась в сериале "Пентхаус", транслируемом на канале SBS.

## Личная жизнь
В марте 2011 года в интернете появилась фотография, сделанная туристом, на которой Ли Чжи А и партнёр по сериалу "Афина: Богиня войны" Чон У Сон были на свидании в Париже. Оба подтвердили, что у них романтические отношения.
21 апреля 2011 года Sports Seoul распространил информацию (позже подтвержденную многочисленными СМИ) о том, что Ли Джи А и икона корейского поп-рока Со Тхэджи были тайно женаты с 1997 по 2006 год. Новость просочилась после двух слушаний в Сеульском суде по семейным делам (в судебных документах использовались имена, данные при рождении Со Тхэджи и Ли Джиа - Чон Хёнчхоль и Ким Санын, соответственно) после того, как Ли подала иск на сумму 5,5 млрд вон о выплате алиментов и разделе имущества. Считалось, что обе знаменитости ни с кем не встречались.
Ли Чжи А уехала учиться в США в 1993 году и познакомилась Со Тхэджи через знакомого на концерте в Лос-Анджелесе в том же году. Они поддерживали отношения на расстоянии, переписываясь и созваниваясь, пока Ли жила в США, а Со вернулся в Корею, чтобы продолжить свою карьеру со своей группой Seo Taiji and Boys. В 1996 году Со объявил о своем уходе из шоу-бизнеса, после чего уехал в США, где 12 октября 1997 года они с Ли Чжи А тайно поженились. Пара жила в Штатах, сначала переехав в Атланту, а затем в Аризону.
Они расстались, когда Со вернулся в Корею в июне 2000 года, чтобы вернуться на сцену К-поп в качестве сольного исполнителя. Ли, оставшаяся в США, начала бракоразводный процесс в 2006 году в семейном суде Санта-Моники на основании непримиримых разногласий из-за несовместимости образа жизни.
В иске 2011 года Ли Чжи А утверждала, что подала на развод в 2006 году, а решение суда вступило в силу в 2009 году, поэтому три года, необходимые по корейскому законодательству для получения алиментов, не истекли. Однако Со Тхэджи утверждал, что развод официально вступил в силу 9 августа 2006 года и срок давности истек. Ли подала иск в январе и отозвала его 30 апреля, сославшись на психологические проблемы, возникшие после того, как её личная жизнь стала достоянием общественности. Адвокаты Со возражали против этого ходатайства, и Ли возобновила свое дело, причем её адвокат утверждал, что решение калифорнийского суда недействительно и что они все ещё состоят в законном браке. В результате посредничества бывшая пара достигла внесудебного урегулирования в июле 2011 года, которое включало соглашение о неразглашении.

## Фильмография
| Год       |   | Русское название           | Оригинальное название            | Роль             |
| --------- | - | -------------------------- | -------------------------------- | ---------------- |
| 2007      | с | Легенда                    | 태왕사신기                       | Су Джини/Сэ О    |
| 2008      | с | Вирус Бетховена            | 베토벤 바이러스                  | Ту Ру Ми         |
| 2009      | с | Стиль                      | 더 킹: 영원의 군주               | Ли Соджон        |
| 2009      | ф | Связь лица, разума и любви | 내눈에 콩깍지                    | Ван Сочон        |
| 2010      | с | Афина: Богиня войны        | 아테나: 전쟁의 여신              | Хан Джэхи        |
| 2011      | ф | Афина: Фильм               | 아테나: 더 무비                  | Хан Джэхи        |
| 2011      | с | Я тоже, цветок!            | 나도 꽃                          | Чха Бонсон       |
| 2013      | с | Трижды замужняя            | 세번 결혼하는 여자               | О Ынсу           |
| 2015      | с | Белоснежный цветок         | 설련화                           | Хан Ёну          |
| 2016      | ф | Мусудан                    | 무수단                           | Син Юхва         |
| 2018      | с | Мой аджосси                | 나의 아저씨                      | Кан Юнхи         |
| 2018      | с | Призрачный детектив        | 오늘의 탐정                      | Сон Ухе          |
| 2020      | ф | Плавающая птица            | Оригинальное название неизвестно | Ын Чхэ           |
| 2020—2021 | с | Пентхаус                   | 펜트하우스                       | Сим Сурён/На Эгё |
| 2023      | с | Пандора: под раем          | 레이디                           | Хон Тхэра        |

### Развлекательные шоу
| Год  | Названия     | Канал | Роль            | Примечания  |
| ---- | ------------ | ----- | --------------- | ----------- |
| 2021 | Море надежды | JTBC  | Постоянная роль | Главный шеф |
| 2021 | Дом          |       | Рассказчик      | [ 71 ]      |

### Музыкальные видео
| Год  | Название                 | Исполнитель |
| ---- | ------------------------ | ----------- |
| 2010 | «Please Come Back to Me» | Vibe        |

## Дискография

### Синглы

#### В качестве сольного исполнителя
| Название                                     | Год  | Альбом             |
| -------------------------------------------- | ---- | ------------------ |
| "Love Virus" ("Вирус любви")                 | 2008 | Внеальбомный сингл |
| "Cupcake and Alien" ("Кексы и инопланетяне") | 2009 | Внеальбомный сингл |
| "Vampire Romance" ("Вампирский роман")       | 2010 | Внеальбомный сингл |

#### В качестве приглашённого исполнителя
| Название                                                               | Год  | Альбом             |
| ---------------------------------------------------------------------- | ---- | ------------------ |
| "So Much" ("Очень") (Super Sta совместно с Baby Boy's Soul и Ли Джи А) | 2008 | Внеальбомный сингл |

## Награды и номинации
| Год  | Награда                          | Категория                    | Номинированная работа               | Результат |
| ---- | -------------------------------- | ---------------------------- | ----------------------------------- | --------- |
| 2007 | MBC Drama Awards                 | Лучшая новая актриса         | «Легенда»                           | Победа    |
| 2007 | MBC Drama Awards                 | Награда за популярность      | «Легенда»                           | Победа    |
| 2007 | MBC Drama Awards                 | Лучшая пара                  | «Легенда» (Ли Джи А с Пэ Ён Джуном) | Победа    |
| 2008 | Baeksang Arts Awards             | Лучшая новая актриса         | «Легенда»                           | Победа    |
| 2008 | MBC Drama Awards                 | Награда "Мастерство"         | «Вирус Бетховена»                   | Номинация |
| 2009 | SBS Drama Awards                 | Награда "Мастерство"         | «Стиль»                             | Номинация |
| 2011 | SBS Drama Awards                 | Награда "Высшее мастерство"  | «Афина: Богиня войны»               | Номинация |
| 2014 | APAN Star Awards                 | Награда "Высшее мастерство"  | «Трижды замужняя»                   | Номинация |
| 2014 | Korea Drama Awards               | Награда "Высшее мастерство"  | «Трижды замужняя»                   | Номинация |
| 2014 | SBS Drama Awards                 | Награда "Высшее мастерство"  | «Трижды замужняя»                   | Номинация |
| 2020 | SBS Drama Awards                 | Награда "Высшее мастерство"  | «Пентхаус»                          | Победа    |
| 2021 | Seoul International Drama Awards | Выдающаяся корейская актриса | «Пентхаус»                          | Номинация |